# Node d'accés multiservei
Un Node d'accés multiservei o MSAN (Multiservice access node) és un dispositiu que permet integrar els serveis de telefonia i de banda ampla en un sol aparell. A través d'ell hi passa la veu i les dades en un sol flux de paquets IP.
El fet de tenir una xarxa de comunicacions basada tota en IP, fa que aquesta sigui més simple que una xarxa tradicional.

## Característiques
- Mentre els actuals DSLAM són només multiplexors/de-multiplexors, els MSAN's integren capacitats de qualitat de servei, connexions commutades i característiques de nivell 3 com encaminament i filtrat.

- Suporta connexions sense fils, de fibra óptica i de coure. Pot oferir diferents interfícies físiques, amplades de banda, QoS o qualitat de servei i diferents modes d'accés de banda ampla com POTS (Plain Old Service), ADSL, ADSL2/2+, SHDSL, VDSL/VDSL2, LAN, E1, IMA E1, G/EPON i WiMAX

- Utilitza la técnica MPLS (Multiprotocol label switching) per simular dins de la xarxa IP els circuits virtuals creats per antigues tècniques digitals com ATM.

- És una part fonamental de l'anomenat "21st Century Network" del BT Group. El 2006 van començar a canviar les xarxes de telecomunicacions del Regne Unit i preveuen que pel 2008 el 50% de les cases i empreses ja disposaran d'aquesta nova xarxa basada en IP (NGN) i que el 2010 la substitució de la xarxa serà total.

- Els encarregats de desenvolupar els MSAN's per la BT Goup són les empreses Huawei i Fujitsu.